# محمد بن أحمد حكيم الملك
محمد بن أحمد الفارسي المشهور بـحكيم المُلك (؟ - 1640 م) (؟ - 1050 هـ) شاعر حجازي. ولد ونشأ بمكة في عائلة مسلمة من أصل فارسي وكان لسلفه عند ملوك الهند التيمورية حظوة، ثم صار لهم ذلك عند أشراف مكة من بني حسن. حصلت فتنه بين أشراف مكة أتصلت به فرحل إلى اليمن مختفيًا فأقام مدة، وانصرف إلى الهند سنة 1630 فتوفي فيها. شعره كثير وهو شديد التصنيع في نثره كثيرُ التضمين للشِّعر.

## سيرته
هو محمد بن أحمد الفارسي المشهور بحكيم المُلك، أصل أهله من فارس ومن ذوي المكانة عند بني تيمور، ثم أنَّ جدّه لأمِّه انتقل إلى الحجاز ونال عند أشراف مكّة مكانة جديدة. ولد محمد بن أحمد في مكة في سنة غير معلوم ونشأ فيها ونال مكانةً مرموقةً لدى الشريف محسن بن الحسن بن الحسن، فلمّا استولى أحمد بن عبد المطلب على ولاية مكة (شريف مكة) في سنة 1037 هـ/ 1628 م، نَكَب ابن حكيم الملك وأنهب داره. فهرب إلى اليمن ثم قُتِل أحمد بن عبد المطلب، فجاء إلى منصب الولاية على مكّة منافسٌ آخر هو مسعود بن إدريس، ويبدو أن ابن حكيم المُلك كان متّصلًا بمسعود وكان يرجو بميجئِهِ إلى ولاية مكّة خيرًا. ولكن أملَه بمسعودٍ خاب فتوجَّه إلى الهند في سنة 1039 هـ/ 1630 م، وكان حياته في الهند مضطربة.

توفي ابن حكيم الملك في الهند سنة 1050 هـ/ 1640 م بعد أن بلغ من العُمر أقصاهُ.

## مهنته
هو أديبٌ وناثرٌ وشاعرٌ مُكثِرٌ . وهو شديد التصنيع في نثره كثيرُ التضمين للشِّعر. والإشارات التاريخية في نثره كثيرةٌ وشعره متين السَّبك، فهو وإن كان من أصل فارسيٍّ، فقد وُلِد ونشأ في الحجاز. وفنون شعرهِ المدحُ والفخرُ والغزلُ والشكوى والإخوانيّات.

جاء في سلافة العصر لابن معصوم في ترجمة محمد بن أحمد حكيم الملك :
| ” | ومن مشهور نثره ونظمه الذي دلٌّ على إشراق بدرهِ في سماء الأدبِ وعُلُوِّ نجمهِ رسالتُه التي كتب بها من الهند ، سنة سبع وأربعين وألف إلى قاضي تاج الدين شاكيًا من كَربِة الغُربَةِ بعباراتٍ تصدَعُ معانيها قلوب المُخلصين وتُثلِج ألفاظِها قلوب الحاسدين ، وهي قوله : سقي الدَّمعُ مَغنى الوابِلِيَّةِ بالحِمىسوَاجِمَ تُغني جانِبَيهِ عن المَحلِولا بَرِحَت عيني تنوبُ عن الحَيابدِمعٍ على تلك المناهلِ مُنهَلّ ...لم أكُن على مُفارِقَةِ الأحبابِ جَلداً فأقول: وهي تَجَلُّدي وإنّما وهي جَلدي ممّا حَمَلتِ من النَّوائبُ على كَتدي وفتَّتَ صرف البينِ المُشَتَّت من أفلاذِ كَبِدي: جرَّبتُ من صَرفِ دهري كُلُّ نائبةٍأمرَّ مِن فُرقةِ الأحبابِ لم أَجِدِفراقٌ قضى أن لا تأسِّيَ بعدَ مامضى مُنجدًا صبري وأوغَلتُ مَتهِماوفَجعةُ بين مثل صرعةِ مالكٍ،ويقبُحُ بي ألّّا أكونَ مُتَمِّماخليليُّ، إن لم تُسعِداني على البُكافلا أنتما مِنّي ولا أنا مِنكُماوحَسَّنتُما لي سَلوةً وتَناسِياًولم تَذكُرا كيفَ السبيلُ إليهِما | “ |